# The Confession (Kurzfilm)
The Confession ist ein britischer Kurzfilm von Regisseur Tanel Toom. Das 2010 veröffentlichte Drama wurde für den Oscar 2011 nominiert.

## Handlung
Sam, ein achtjähriger Junge, der auf eine katholische Privatschule geht, steht kurz vor der ersten Beichte. Er hat jedoch ein Problem: Es gibt nichts, was er zu beichten hätte. Da er aber denkt, dass er nur ein guter Katholik werden könnte, wenn er etwas zu beichten hätte, wendet er sich an seinen Schulkameraden Jacob. Dieser erzählt, er würde beichten, dass er nicht auf seine Mutter gehört habe und seine Schwester im Keller eingesperrt hätte. In seiner Verzweiflung bittet Sam Jacob, mit ihm eine Sünde zu begehen.
Die beiden Freunde beschließen, eine Vogelscheuche zu stehlen und damit gegen eines der zehn Gebote zu verstoßen. Die beiden stehlen die Vogelscheuche und legen sie so ab, dass der Bauer sie auf seiner Heimreise entdecken müsste. Doch der Plan geht nach hinten los: Eine Autofahrerin hält die Vogelscheuche für eine Leiche, weicht ihr aus und kracht gegen einen Baum. Die Fahrerin und ihre Tochter kommen ums Leben. Verängstigt fliehen die beiden Kinder mit der Vogelscheuche und werfen sie in eine Felsspalte.
Jacob versucht Sam davon zu überzeugen, dass es ein Unfall war, und warnt ihn, irgendjemandem was zu sagen. Doch für Sam ist die Schuld zu schwer. Als sein Vater beim Abendessen von der verschwundenen Vogelscheuche erzählt, denkt Sam dieser wisse von seiner Schuld. Die beiden Freunde treffen sich an der Felsspalte und geraten in Streit. Bei einer Rangelei stößt Sam versehentlich Jacob die Klippe herunter.
Am nächsten Tag ist die Beichte angesetzt. Sam überfällt den Priester geradezu, um als erster beichten zu dürfen. Als er im Beichtstuhl sitzt, beichtet er dem Priester aber nur, dass er nicht auf seine Mutter gehört habe und seine Schwester im Keller eingesperrt habe. Der Priester erteilt Sam die Absolution.

## Hintergrund
Tanel Tooms Melodram über Sühne und Schuld entstand mit einem Budget von 7.000 US-Dollar. Es war die Abschlussarbeit von Tanel Toom an der National Film and Television School. Der Film gewann den Student Academy Award in der Kategorie „Bester ausländischer Film“. 2011 wurde der Film für den Oscar als „Bester Kurzfilm“ nominiert, verlor jedoch gegen God of Love.